# Bonnac, Cantal

Bonnac este o comună în departamentul Cantal, Franța. În 1 ianuarie 2022 avea o populație de 160 de locuitori.